# Асмолов, Дмитрий Калинович
Дмитрий Калинович Асмолов (26 октября 1904, Кожановка, Курская губерния — 9 июня 1976, Кременчуг) — командир отделения 28-го отдельного гвардейского сапёрного батальона гвардии сержант — на момент представления к награждению орденом Славы 1-й степени. Полный кавалер ордена Славы.

## Биография
Родился 26 октября 1904 года в селе Кожановка (ныне — Хомутовского района Курской области). Окончил 4 класса. Трудился в колхозе, а с 1926 года шахтером на шахтах Донбасса.
В 1941 году был призван в Красную Армию. В боях Великой Отечественной войны с сентября того же года. Воевал в саперных частях под Москвой и Воронежем, к весне 1943 года — в составе 28-го отдельного гвардейского саперного батальона 25-й гвардейской стрелковой дивизии. Именно отделение, в котором был Асмолов, минировало подступы к позициям взвода гвардии лейтенанта Широнина. Член ВКП/КПСС с 1943 года.
5 февраля 1944 года в районе поселка Новомиргород танки 14-й танковой дивизии врага прорывались к окруженной корсунь-шевченковской группировке. Гвардии красноармеец Асмолов, выполняя приказ, скрытно пробрался к заминированному мосту, оставшемуся в тылу врага. Нашел и устранил обрыв кабеля, заменил убитого сапера, который должен был взорвать мост. Когда на мосте выехали два бронетранспортера с пехотой, привел в действие взрывное устройство. Движение врага было остановлено и контрудар на этом участке фронта захлебнулся.
31 декабря 1944 года севернее города Будапешта, столицы Венгрии, перешедший в наступление стрелковый батальон наткнулся на мощной минное поле и «спираль Бруно». Гвардии младший сержант Асмолов командуя отделением, под огнём противника проделал 5 проходов в минных полях и проволочном заграждении, чем способствовал продвижению наших подразделений.
В ночь на 21 марта 1945 года гвардии сержант Асмолов во главе отделения вместе со стрелками одним из первых переправился через реку Грон. Участвовал в боях за плацдарм. В ходе развития наступления возглавлял групп разграждения. Действуя по маршруту Гарам-Паркань саперы обезвредили сотни мин, Асмолов лично снял 15 противопехотных мин. В районе города Невежд захватили мост, сняли заряды, и удержали его до подхода передового отряда дивизии. День Победы встретил в городе Праге
В августе 1945 года был демобилизован. Вернулся в родное село, был избран председателем колхоза. Приложил все силы к восстановлению хозяйства. После укрупнения колхозов работал бригадиром, заведующим фермой, главным бухгалтером. После выхода на пенсию, по состоянию здоровья, переехал на юг. Жил в городе Кременчуг Полтавской области. Скончался 9 июня 1976 года.

## Награды и ордены
- Приказом от 12 февраля 1944 года гвардии красноармеец Асмолов Дмитрий Калинович награждён орденом Славы 3-й степени.
- Приказом по войскам 7-й гвардейской армии от 13 февраля 1945 года гвардии красноармеец Асмолов Дмитрий Калинович награждён орденом Славы 2-й степени.
- Указом Президиума Верховного Совета СССР от 15 мая 1946 года за образцовое выполнение заданий командования в боях с немецко-вражескими захватчиками гвардии сержант Асмолов Дмитрий Калинович награждён орденом Славы 1-й степени. Стал полным кавалером ордена Славы.

Награждён орденами Славы 3-х степеней, медалями.